# Lis Hartel
Lis Hartel (født Lis Holst, 14. marts 1921 i Hellerup, København, død 12. februar 2009 i Fredensborg) var et af dansk ridesports første store navne. Hun huskes særligt for at kæmpe sig tilbage efter lammelse af polio i 1944 efter en graviditet til at vinde sølv i dressur på hesten Jubilee ved OL 1952 i Helsinki og ved OL 1956 i Stockholm, hvor hestesportskonkurrencerne fandt sted, mens resten af OL var henlagt til Melbourne.

## Ridekarriere
Allerede som barn begyndte Lis Holst at ride med sin mor, Else, som træner. I karrierens begyndelse dyrkede hun både ridebanespringning og dressur (eller skoleridning, som det kaldtes på den tid), og Hartel, der nu var blevet gift, blev dansk mester i dressur i 1943 og 1944.
Senere i 1944, mens hun var gravid med sit andet barn, blev hun ramt af polio, og efter det var der ingen, der troede, at hun ville komme til at dyrke sin sport igen på eliteniveau. Men efter et sygdomsforløb på to et halvt år mobiliserede hun en jernvilje, og med berider Gunnar Andersen som træner fra 1951 lykkedes det hende at komme tilbage i den nationale elite, så hun vandt det danske mesterskab i 1952 på Jubilee. Hun var fortsat delvis lammet i overkroppen og måtte hjælpes op på og ned af hesten hver gang. Hun blev derpå udtaget til OL samme år, hvor konkurrencen for første gang var åben for både mænd og kvinder; Hartel var en af fire kvindelige deltagere. I alt 27 ekvipager deltog i den individuelle konkurrence ved legene. Favoritten var svenske major Henri Saint Cyr på hesten Master Rufus, og denne ekvipage vandt da også konkurrencen sikkert med 561,0 point, mens Hartel og Jubilee fik sølv med 541,5 point, og den franske oberst André Jousseaume på Harpagon fik bronze med 541,0 point. Ved sejrsceremonien hjalp Saint Cyr Hartel op på sejrsskamlen.
Hartel genvandt DM i 1953, 1954 og 1956 med Jubilee, og i 1954 vandt hun det uofficielle verdensmesterskab i dressur i Aachen. Ved OL 1956 i Melbourne blev ridekonkurrencerne afholdt i Stockholm, fordi Australien havde karantænelove, der krævede, at heste skulle i karantæne i seks måneder inden indførsel i landet. Konkurrencerne fandt sted i juni dette år, næsten et halvt år inden de øvrige olympiske konkurrencer. Alle medaljevinderne fra legene i 1952, heriblandt Hartel, deltog igen i disse lege, og Hartel havde denne gang selskab af to andre danske ekvipager, hvilket betød, at Danmark var med i holdkonkurrencen, der blev afgjort af det samlede resultat af de individuelle scorer af tre ekvipager fra hvert land. Her blev Danmark med Hartel i spidsen nummer fem, og individuelt blev det igen en kamp om guldet mellem Hartel og Saint Cyr (nu på hesten Juli); en duel der også denne gang faldt ud til Saint Cyrs fordel, da han med 860,0 point fik guld, mens Hartel med 850,0 point fik sølv, og tyske Liselott Linsenhoff på Adular fik bronze med 832,0 point.
Hartel vandt sit syvende danske mesterskab i 1959, sidste gang på sin nye hest Limelight.
Hartel var blandt fagfolk kendt som en elegant rytter, der var sikker og præsenterede harmoniske, rytmiske programmer på sine heste, hvor især Jubilee var stabil.
Hun blev med sin præstation med at overvinde handicappet efter polioen og komme i verdenseliten en rollemodel i sporten og blandt polioramte, og hun blev med sin charmerende optræden umådeligt populær, også langt uden for sin sports grænser, især i Danmark og resten af Norden.

## Øvrige karriere og familie
I 1960'erne blev Hartel træner af unge ryttere (blandt andet Nils Haagensen), lige som hun opdrættede heste til konkurrence. Hun fik adskillige invitationer til at åbne handicapridecentre og give dressuropvisning i mange lande, og hun havde stor betydning for fremgangen af handicapidræt.
Lis Hartel var gift med grosserer Poul Hartel, og de fik to døtre.

## Hædersbevisninger
- Optaget i dansk idræts Hall of Fame.[2]
- Optaget i International Women's Sports Hall of Fame i 1994[8]
- Optaget i Team Danmarks sportskanon.[9]
- Et center for handicappede i Doorn, Nederlandene, er opkaldt efter hende.[3]